# Động đất Mie 2007
Động đất Mie 2007 (三重県中部地震 Mie-ken chūbu jishin) là trận động đất xảy ra vào lúc 12:19 (JST), ngày 15 tháng 4 năm 2007. Trận động đất có cường độ 5.4 richter, tâm chấn độ sâu khoảng 16 km. Không có cảnh báo sóng thần cho trận động đất này. Hậu quả trận động đất đã làm 12 người bị thương.